# Остапівська сільська рада (Миргородський район)
Остапівська сільська рада — колишній орган місцевого самоврядування у Миргородському районі Полтавської області з центром у c. Остапівка.

## Населені пункти
Сільраді були підпорядковані населені пункти:
- c. Остапівка
- с. Верхня Будаківка
- с. Онацьке
- с. Панченки
- с. Синьощоки